# Chrysopa decarlina
Chrysopa decarlina är en insektsart som beskrevs av Navás 1924. Chrysopa decarlina ingår i släktet Chrysopa och familjen guldögonsländor. Inga underarter finns listade i Catalogue of Life.